# Emil Riis Jakobsen
Emil Riis, né le 24 juin 1998 à Hobro au Danemark, est un footballeur danois qui évolue actuellement au poste d'avant-centre à Bristol City.

## Biographie

### Débuts professionnels
Formé au Randers FC, Emil Riis rejoint le club |anglais de Derby County en 2015.
Le 19 décembre 2017 Riis est prêté jusqu'à la fin de la saison au club néerlandais du VVV Venlo.

### Randers FC
En juillet 2018, il s'engage librement avec le club de ses débuts, le Randers FC. Il y joue son premier match à l'occasion d'une rencontre de championnat face au Brøndby IF, en championnat. Son équipe s'incline par deux buts à zéro ce jour-là. Il marque son premier but dès sa troisième apparition sous le maillot du Randers FC, le 4 août suivant contre l'Esbjerg fB, en championnat (3-3).

### Preston
Le 1er octobre 2020, Emil Riis rejoint Preston North End où il signe un contrat de quatre ans,.
Riis joue son premier match sous ses nouvelles couleurs le 4 octobre 2020 face au Brentford FC, en championnat. Il entre en jeu à la place de Sean Maguire et son équipe s'impose par quatre buts à deux. Il inscrit son premier but pour Preston North End le 4 novembre 2020, lors d'une rencontre de championnat face au Reading FC. Il est titularisé ce jour-là, et son équipe l'emporte par trois buts à zéro,.
Le 24 août 2021, Riis est l'auteur de son premier doublé pour Preston North End, à l'occasion d'une rencontre de coupe de la Ligue anglaise face au Morecambe FC. Il permet ce jour-là à son équipe de l'emporter par quatre buts à deux.
Le 8 octobre 2022, Riis se fait remarquer en réalisant un doublé contre Norwich City, contribuant ainsi à la victoire des siens (2-3 score final),.

### En sélection nationale
Avec les moins de 16 ans, il inscrit un but lors d'un match amical contre Autriche, en octobre 2013 (victoire 2-0).
Avec les moins de 19 ans, il inscrit un but lors d'un match amical contre Chypre, en janvier 2017. Les Danois s'imposent sur le très large score de 0-6.
Le 13 octobre 2018, il reçoit sa seule et unique sélection avec l'équipe des moins de 20 ans, face à la Suède. Il inscrit un but à cette occasion.
Le 12 janvier 2020, il fête sa première sélection avec l'équipe du Danemark espoirs face à la Slovaquie. Il est titulaire lors de cette rencontre qui se solde par la victoire des siens (3-1).